# 馬厩橋

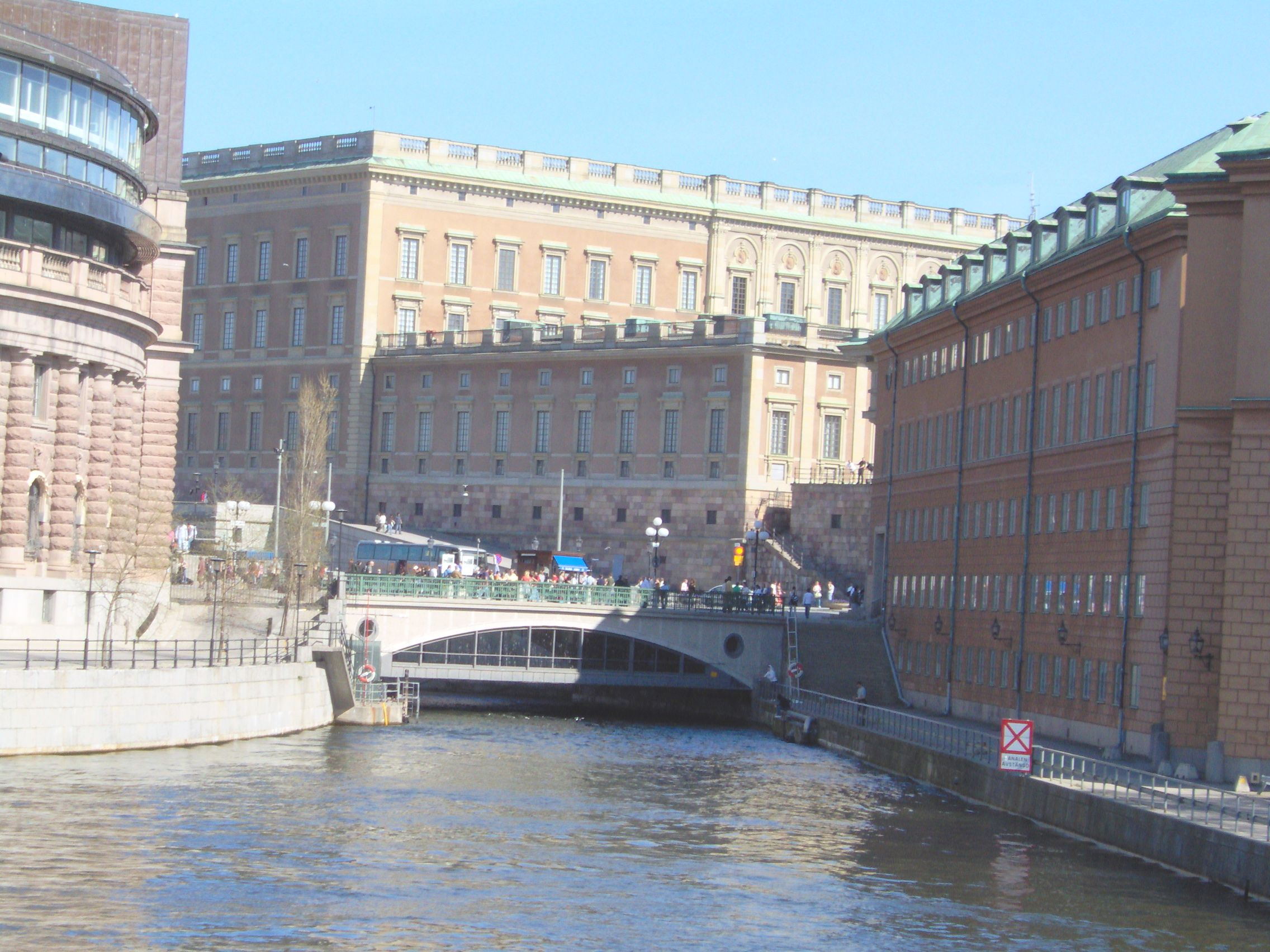
馬厩橋

馬厩橋（Stallbron）是位於瑞典首都斯德哥爾摩市中心老城區的一座拱橋。馬厩橋是斯德哥爾摩歷史最古老的橋樑之一，始建於18世紀。現在的馬厩橋是一座單拱鋼橋，竣工於1904年
。